# Smile (formație)
Smile a fost o trupă rock engleză cu sediul în Londra și predecesorul trupei rock Queen. Trupa a fost înființată în 1968 de Tim Staffell⁠(d) ca solistul și chitaristul bas, Brian May, care a devenit chitaristul Queen, iar mai târziu, tobosarul Roger Taylor, care a continuat să cânte pentru Queen. Au înregistrat doar șase cântece și s-au desființat în 1970. Aceste cântece au fost intitulate „April Lady”, „Step on Me”, „Polar Bear”, „Earth”, „Blag” și „Doin’ Alright” (reînregistrate ulterior de Queen pentru albumul lor de debut omonim din 1973). Aceste cântece există pe CD-ul Ghost of a Smile. „April Lady” a fost dedicat iubitei lui Roger Taylor de la acea vreme.

## Istoric
Colegii și chitariștii de la Hampton School, Tim Staffell și Brian May, s-au alăturat altor prieteni pentru a forma un grup muzical în 1965 numit „1984”. Au cântat multe concerte în vestul Londrei, lansând pentru mai multe trupe celebre și au înregistrat patru melodii cover la Thames Television în mai 1967, precum și „Step On Me” scris de May și Staffell. La începutul anului 1968, mai întâi, apoi Staffell a părăsit grupul. May a fost studentă la astrofizică la Imperial College din Londra, iar Staffell a fost înscris la Ealing Art College⁠(d). Au plasat o reclamă pe avizierul colegiului pentru un baterist „de tip Ginger Baker⁠(d)”, iar un tânăr student la stomatologie pe nume Roger Taylor a audiat la bongo (kit-ul lui de tobe era în altă parte) și a primit postul. Trupa a debutat prin deschiderea fie pentru Pink Floyd, fie pentru The Troggs (povestirile diferă) la Imperial College în octombrie 1968. Trupa acum un trio a avut cea mai mare performanță publică pe 27 februarie 1969 la un concert în sprijinul Consiliului Național pentru Mama Necăsătorită. și copilul ei, ținut la Royal Albert Hall. May, Taylor și Staffell au cântat la chitară, la baterie și, respectiv, la chitară bas.
Smile a cântat destul de mult pe scena londoneze, conform listelor Time Out. Pe 19 aprilie au cântat la Speakeasy, iar pe 31 mai au apărut la Whisky-A-Go-Go.
În martie 1969, trupa a cântat într-o locație cunoscută sub numele de PJ's, folosind pretenții că au fost difuzate anterior la BBC Radio 1 pentru a-și asigura audiența. Se pare că afirmațiile au fost însă fictive. În mai, trupa a semnat un contract unic de înregistrare cu Mercury Records pentru a înregistra trei piese, „Earth” (Staffell), „Step on Me” (mai) și „Doin’ All Right” (mai/Staffell). Acestea au fost înregistrate în iunie 1969 la Trident Studios din Soho.
În cele din urmă, această înregistrare promoțională din SUA nu a fost niciodată publicată comercial. Totuși, în septembrie a aceluiași an, Mercury Records le-a comandat să înregistreze încă trei cântece: „April Lady” (Stanley Lucas), „Blag” și „Polar Bear”, un „ cântec blând despre un urs polar” scris și condus de May, la Studiourile De Lane Lea. Din nou, înregistrarea nu a fost lansată la momentul respectiv.
Când Staffell a plecat în 1970 pentru a se alătura unei alte trupe, Humpy Bong, Smile s-a desființat efectiv.
Farrokh Bulsara, absolvent al lui Ealing, i-a convins pe May și pe Taylor să continue și, cam în același timp, și-a schimbat numele în Freddie Mercury și li sa alăturat ca vocalist principal, formând astfel un nou grup, Queen. Queen a încercat mai mulți bassori în această perioadă – Mike Grose, Barry Mitchell și Doug Bogie – dintre care niciunul nu se potrivea cu chimia trupei. Abia în februarie 1971, John Deacon s-a alăturat și a completat formația, după care au început să repete pentru primul lor album.Acest lineup definitiv a durat până la moartea lui Mercury în 1991, ultimul lor album fiind Made in Heaven, lansat postum în 1995.
Pentru albumul lor de debut, Queen a înregistrat „Doing All Right”. Potrivit cărții Queen: The Early Years, Staffell a fost bine compensat prin redevențe din vânzarea albumului, având în vedere creditul său de co-scris de melodii pentru melodie cu May. Queen a înregistrat, de asemenea, melodia pentru prima lor sesiune de înregistrare BBC cu John Peel. Acea sesiune, împreună cu cea de-a treia sesiune, au fost lansate în Marea Britanie ca At the Beeb (Band of Joy Records) în 1989, iar în SUA ca Queen la BBC (Hollywood Records) în 1995. Tot în 1995, Queen a emis single-urile lor „Let Me Live”, dintre care unul prezintă trei dintre primele înregistrări de la BBC, inclusiv „Doing Alright”.
Smile s-a reunit pentru mai multe melodii pe 22 decembrie 1992. Trupa lui Taylor, The Cross, era cap de afiș al unui concert și i-a adus pe May și Staffell să cânte „Earth” și „If I Were a Carpenter”. May a interpretat și alte câteva melodii în acea noapte.
În 2018, Smile s-a reunit din nou, la Abbey Road Studios, pentru a reînregistra „Doing All Right”. Această versiune a fost folosită în filmul Queen's Bohemian Rhapsody, May și Taylor luând vocea principală și folosind vocea lui Staffell din înregistrarea originală în secțiunea din mijloc.

## Discografie
Au fost lansate două versiuni legitime ale celor șase piese Smile:
Gettin' Smile (LP) din Japonia, lansat pe 23 septembrie 1982, la Mercury Records. Manșonul conține versuri notoriu de inexacte și credite de compoziție pentru melodii. Această versiune a fost folosită pentru toate bootleg-urile ulterioare care conțin melodiile.
Ghost of a Smile (CD) din Țările de Jos, lansat în 1997, la Pseudonym Records. Broșura CD-ului este cuprinzătoare și conține noi note scrise de Staffell. Toate piesele au fost recent remasterizate. Albumul conține, de asemenea, două versiuni ale colaborării Eddie Howell/Freddie Mercury „The Man from Manhattan” (nici o legătură cu Smile, cu excepția faptului că May cântă la chitară).
Există un album bootleg cu piesele lor timpurii din era Smile, intitulat Pre-Ordained. Cei mai mulți dintre ei au apărut, de asemenea, în bootleg-ul italian din 1995, In Nuce.